# Тати
Тати (варіанти назв: кавказькі перси, закавказькі перси) — іранський етнос, проживає в Азербайджані та Росії (переважно на півдні Дагестану). варіанти самоназв (залежно від регіону) — тат, тати, парси, дагли, лохіджіхон. Розмовляють татською мовою, що відносять поряд з перською мовою, дарі та таджицькою мовою до південно-західної групи іранських мов. Серед татів також поширені азербайджанська та російська мови. Віруючі — мусульмани-шиїти, незначна кількість сунітів (населяють села на захід від міста Дербент).
|  | Мешканці восьми сіл в Табасарані — Джалкан, Рукал, Камах, Магатир, Зіднан, Гумейді, Мутаги і Білхади, що розташовані поблизу руїн міста, заснованого Анушірваном у зв'язку з Дербендскою стіною, говорять мовою татів, одного з діалектів древнеперсидскої мови. Це дає можливість вважати, що вони були жителями даного міста, але по руйнуванні його вони переселилися в навколишні села. У цьому місті поблизу села Більгяді є ворота дивовижної роботи: їх можна прийняти за Баб ал-Хадід (Залізні ворота), які часто трапляються в історії, а можливо саме село від них отримало назву, яка згодом стала Більгаді. Все населення магалів, розташованих між містами Шемаха, Кудіал (Куба), як то: Геуз, Лагич і Кошунлу у Ширванськім, Бармак, Шешпара, нижня частина Будуха в Кубинському повіті і весь повіт Бакинський, виключаючи шість сіл терекеме або туркменів, розмовляють тією ж мовою, що свідчить про їх перське походження. Оригінальний текст (перс.) درصفحه‌ 18 كتاب‌ مذكور آمده‌ است‌: هشت‌ قريه‌ در طبرسران‌ كه‌ جلقان‌ و روكال‌ و مقاطير و كماخ‌ و زيديان‌ و حميدي‌ و مطاعي‌ و بيلحدي‌ باشد، در حوالي‌ شهري‌ كه‌ انوشيروان‌ در محل‌ متصل‌ به‌ دربند تعمير كرده‌ بود و آثار آن‌ هنوز معلوم‌ است‌، زبان‌ تات‌ دارند. ايضا" در صفحه‌ 19 كتاب‌ ياد شده‌ آمده‌ است‌: محالات‌ واقع‌ در ميان‌ بلوكين‌شماخي‌ و قديال‌ كه‌ حالا شهر قبه‌ است‌، مثل‌ حوض‌ و لاهج‌ و قشونلو در شيروان‌ و برمك‌ و شش‌ پاره‌ و پايين‌ بدوق‌ در قبه‌ و تمام‌ مملكت‌ باكو سواي‌ شش‌ قريه‌ ي‌ تراكمه‌، همين‌زبان‌ تات‌ را دارند… قسم‌ قربي‌ مملكت‌ قبه‌ سواي‌ قريه‌ ي‌ خنالق‌ كه‌ رباني‌ عليحده‌ دارد و ناحيه‌ ي‌ سموريه‌ و كوره‌ دو محال‌ طبرسران‌ كه‌ دره‌ و احمدلو مي‌باشند به‌ اصطلاحات‌منطقه‌، زبان‌ مخصوص‌ دارند و اهالي‌ ترك‌ زبان‌ را مغول‌ مي‌نامند . |